# NGC 2596
NGC 2596 è una galassia a spirale situata nella costellazione del Cancro, a una distanza di circa 298 milioni di anni luce dalla nostra Via Lattea.

## Scoperta
La galassia è stata scoperta il 26 gennaio 1865 dall'astronomo tedesco Albert Marth.

## Descrizione
NGC 2596 ha una classe di luminosità II e presenta una larga riga a 21 cm dell'idrogeno neutro.
Il database SIMBAD la classifica come radiogalassia.

## Supernova
Il 6 marzo 2003, all'interno di NGC 2596 è stata scoperta la supernova SN 2003bp da D. Hutchings et W. Li nel corso del programma LOTOSS dell'Osservatorio Lick. La supernova è stata classificata di tipo Ib.